# سیسیلی (ایلینوی)
سیسیلی (به انگلیسی: Sicily) یک منطقهٔ مسکونی در ایالات متحده آمریکا است که در ایلینوی واقع شده‌است. سیسیلی ۱۸۲٫۸۸ متر بالاتر از سطح دریا واقع شده‌است.